# Książnica Podlaska im. Łukasza Górnickiego w Białymstoku
Książnica Podlaska im. Łukasza Górnickiego w Białymstoku – instytucja kultury Samorządu Województwa Podlaskiego. Jest największą biblioteką w regionie Polski północno-wschodniej. Działa w ramach biblioteki głównej i poprzez sieć 16 filii bibliotecznych zlokalizowanych w różnych dzielnicach Białegostoku.
Siedziba główna Książnicy mieści się przy ul. Marii Skłodowskiej-Curie 14 A. Od 9 stycznia 2025 roku pełniącą obowiązki dyrektora jest Iwona Gaweł.

## Zbiory
Zbiory Książnicy, według stanu na 31.12.2011 r., liczą ponad 1100 tys. jednostek, w tym 988161 woluminów książek, 5068 tytułów czasopism bieżących, 96056 jednostek zbiorów specjalnych.
Na podstawie Ustawy o obowiązkowych egzemplarzach bibliotecznych z dnia 7 listopada 1996 r. Książnica Podlaska jest uprawniona do ogólnopolskiego egzemplarza obowiązkowego. Biblioteka otrzymuje jeden egzemplarz wszystkich publikacji wydanych w Polsce w nakładzie powyżej 100 egzemplarzy (książki, gazety i czasopisma, druki ulotne, broszury, mapy, plany, plakaty, nuty). Zgodnie z Rozporządzeniem MKiS z dn. 6 marca 1997 r. Książnica została zobowiązana do przekazywania publikacji o tematyce regionalnej bibliotekom wojewódzkim opracowującym bibliografie regionalne. Przekazuje materiały biblioteczne do bibliotek w Bydgoszczy, Gdańsku, Kielcach, Lublinie, Olsztynie, Poznaniu i Zielonej Górze.
Zakres tematyczny gromadzonych materiałów jest uniwersalny z przewagą piśmiennictwa z zakresu humanistyki i nauk społecznych. Biblioteka zgromadziła wybór literatury w językach obcych, zwłaszcza w języku angielskim, białoruskim, litewskim, ukraińskim i rosyjskim. W zasobach znajduje się również kolekcja książek i czasopism w języku esperanto oraz zbiorów specjalnych związanych z Ludwikiem Zamenhofem i ruchem esperanckim.
Książnica posiada znaczący wybór materiałów regionalnych związanych z Podlasiem, Suwalszczyzną, Ziemią Łomżyńską. Kolekcja książek o tej tematyce liczy ok. 16 tys. woluminów, a zasoby prasy regionalnej, największe w regionie, zamykają się liczbą ponad 800 tytułów. Zgromadzone regionalia to materiały współczesne i archiwalne.
Zbiory Książnicy Podlaskiej to również nowe media – dokumenty elektroniczne i multimedia, audiobooki i nagrania na kasetach magnetofonowych. W ofercie dostępne są materiały do nauki języków obcych, m.in. języka angielskiego, arabskiego, chińskiego, francuskiego, hiszpańskiego, niemieckiego i rosyjskiego. Zasoby uatrakcyjnia kolekcja muzykaliów na płytach CD i analogowych, nuty, kasety magnetofonowe, prasa muzyczna.

## Działalność
Książnica Podlaska udostępnia swoje zbiory mieszkańcom Białegostoku, województwa podlaskiego i innym zainteresowanym ofertą. Biblioteka realizuje też działalność informacyjną, udzielając informacji bibliograficznej, katalogowej i bibliotecznej. Jest dobrze znanym ośrodkiem informacji o regionie, w którym m.in. przygotowuje się bazy regionalne i publikacje.
Książnica prowadzi rozwiniętą na dużą skalę działalność wydawniczą. Na dorobek edytorski biblioteki składają się publikacje z literatury pięknej, historii regionu, z zakresu bibliotekoznawstwa oraz wydawnictwa okolicznościowe. Jej nakładem ukazują się dwa czasopisma bibliotekarskie: Bibliotekarz Podlaski i Głos Bibliotek Publicznych Województwa Podlaskiego.
Książnica Podlaska jest miejscem wydarzeń ważnych dla rozwoju i promocji kultury. Organizowane są w niej promocje książek, wykłady, spotkania literackie, wystawy. Instytucja współpracuje z bibliotekami uczelnianymi Białegostoku, m.in. w ramach inicjatywy Podlaskiego Forum Bibliotekarzy; została również zaproszona do Konsorcjum Bibliotek Naukowych Miasta Białegostoku. Wspólnie z bibliotekami akademickimi i Archiwum Państwowym w Białymstoku, realizuje projekt Podlaska Biblioteka Cyfrowa.
Dyrektor Książnicy Podlaskiej przyznaje corocznie, z okazji Międzynarodowego Dnia Książki i Praw Autorskich, Nagrodę Srebrnej Róży. Otrzymują ją osoby i instytucje zasłużone na rzecz bibliotek województwa podlaskiego, troszczące się o ich los.
Przy bibliotece działa Okręg Podlaski Stowarzyszenia Bibliotekarzy Polskich.

## Kalendarium wydarzeń
01.07.1910

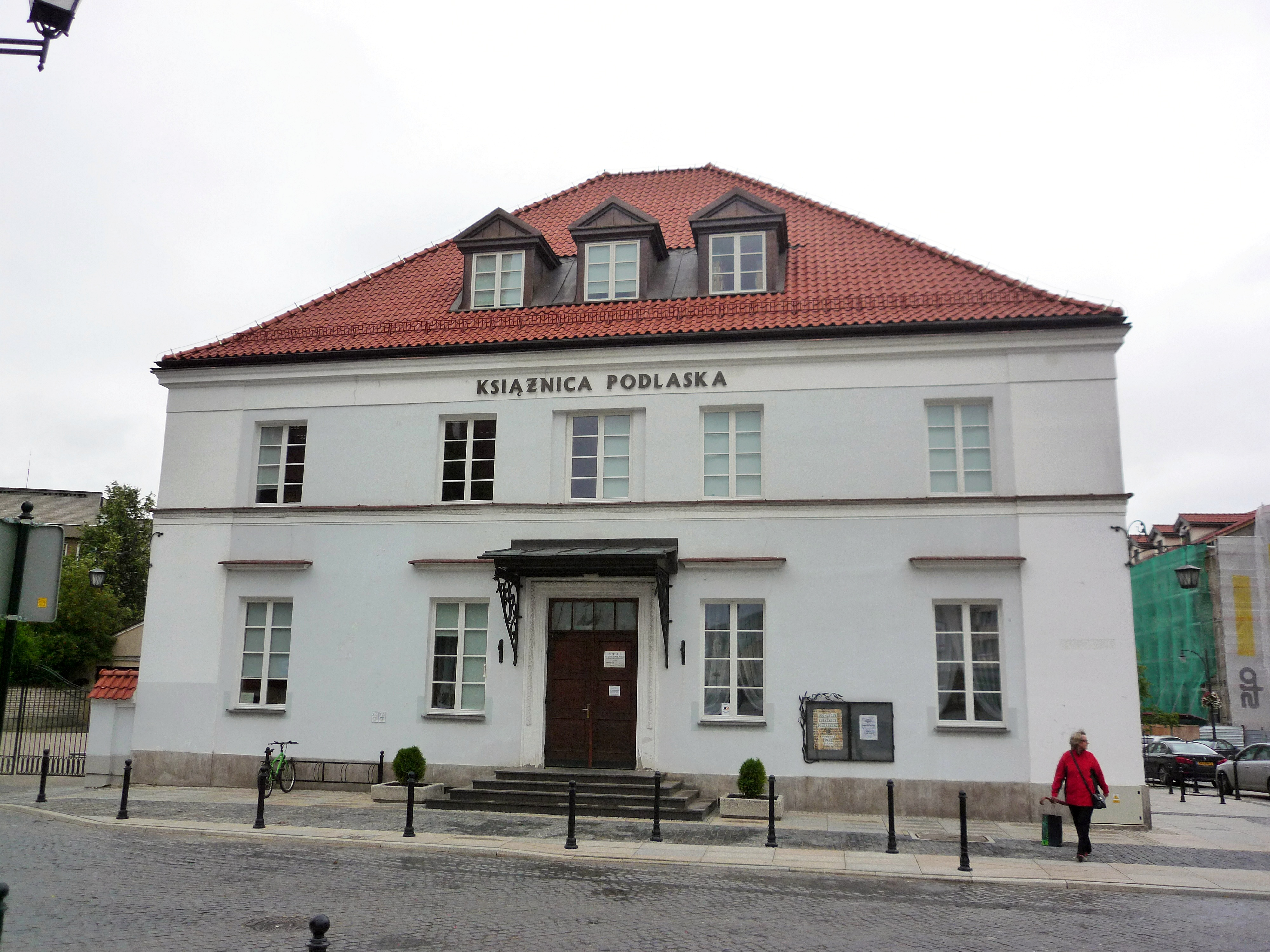
Dawna siedziba Książnicy Podlaskiej w Białymstoku

Towarzystwo ds. Zakładania i Utrzymywania Bibliotek Publicznych w Białymstoku zorganizowało czytelnię biblioteki publicznej w domu Kempnera przy ul. Niemieckiej. W roku następnym, 1 lipca, powstała wypożyczalnia. W roku 1912 w bibliotece było dostępnych ponad 4 tys. tomów w języku polskim, hebrajskim, niemieckim i jidisz.
23.05.1920
Z inicjatywy Towarzystwa Popierania Prasy i Czytelnictwa wznowiono działalność Miejskiej Biblioteki Publicznej; nastąpiło uroczyste otwarcie książnicy. Kierownikiem został Franciszek Ludwik Gliński. Do dyspozycji czytelników pozostawało 3 tys. książek, po roku zbiory podwoiły się.
01.08.1927
Dyrektorem został Mikołaj Dzikowski.
15.02.1928
W bibliotece utworzono czytelnię, w której można było korzystać z książek i czasopism.
01.02.1929
Funkcję dyrektora objął Filip Echeński.
27.11.1929
Uroczyste otwarcie Czytelni i Pracowni Naukowej.
24.02.1933
Miejska Biblioteka Publiczna przejęła w depozyt zbiory Państwowej Biblioteki Pedagogicznej.
1935
Nakładem Miejskiej Biblioteki Publicznej ukazał się Katalog Książek Naukowych Nabytych w roku 1934.
1939
Władze sowieckie zmieniły nazwę biblioteki na Bibliotekę Obwodową im. Gorkiego i usuwają „nieprawomyślny księgozbiór”.
październik 1941
Najbardziej wartościowe zbiory zostały zagrabione i wywiezione przez Niemców do Królewca.
10.08.1944
Rozpoczęto przewożenie książek z piwnic Teatru Miejskiego do kamienicy przy ul. Orzeszkowej 15, przeznaczonej na bibliotekę.
25.08.1944
Uruchomienie Miejskiej Biblioteki i Czytelni Publicznej przy ul. E. Orzeszkowej 15 z liczbą 2 tys. woluminów. Kierownikiem zostaje Władysław Wójcik.
02.10.1944
Otwarcie wypożyczalni książek.
31.10.1944
Pierwsze statystyki notują 147 czytelników i 355 wypożyczeń.
grudzień 1944
Powstaje regulamin biblioteki.
01.02.1945
Kierownikiem został Michał Ambros. Przeprowadzono zbiórkę pieniędzy wśród społeczeństwa.
kwiecień 1945
Powiększono czytelnię do 15 miejsc.
październik 1946
Miejska Biblioteka Publiczna posiadała 13 tys. zinwentaryzowanych i skatalogowanych książek.
maj 1947
Z ogólnych zbiorów wydzielony został księgozbiór dla dzieci i młodzieży.
31.12.1948
Księgozbiór biblioteki systematycznie wzrastał był i wyniósł 18 tys. woluminów. Czytelników zarejestrowano 2711.
styczeń 1949
Powstały pierwsze filie na terenie miasta, w dzielnicach: Antoniuk, Piaski, Wygoda i Nowe Miasto.
styczeń 1950
Powołano Wojewódzką Bibliotekę Publiczną, której zadaniem było udzielanie pomocy metodycznej bibliotekom powiatowym w województwie białostockim.
1952-1954
Miejska Biblioteka Publiczna organizowała projekcje filmów fabularnych i dokumentalnych.
08.09.1954
Uchwałą Wojewódzkiej Rady Narodowej w Białymstoku nastąpiło połączenie dwóch bibliotek – miejskiej i wojewódzkiej – w jedną instytucję.
01.01.1955
Wojewódzka i Miejska Biblioteka Publiczna rozpoczęła działalność w nowej strukturze organizacyjnej. Utworzono cztery działy: gromadzenia i opracowania zbiorów, udostępniania zbiorów, instrukcyjno-metodyczny i organizacyjno-administracyjny. Do kwietnia funkcję dyrektora sprawowała Alfreda Romanowska.
listopad 1956
Zbiory i wszystkie działy, posiadające dotychczas swoje locum przy ul. E. Orzeszkowej 15 i ul. A. Mickiewicza 4, przeniesiono do zabytkowego budynku przy ul. Jana Kilińskiego 16.
29.05.1955
Pracę rozpoczęła wypożyczalnia i czytelnia dla dzieci przy ul. Mickiewicza 4.
01.06.1955
Na okres letni uruchomiono na Plantach sezonową wypożyczalnię książek.
01.09.1955
Dyrektorem WiMBP został Władysław Malewski.
1958
Biblioteka rozpoczęła na szeroką skalę działalność oświatową w środowisku miejskim oraz nową formę wypożyczeń zbiorów – wypożyczanie międzybiblioteczne.
22-23.10.1962
I Krajowa Narada Przyjaciół Książek odbywała się w Białymstoku. WiMBP zajęła I miejsce w Polsce w dziedzinie upowszechniania czytelnictwa. W nagrodę otrzymała samochód osobowy marki Warszawa.
maj 1968
Nagroda Wojewódzkiej Rady Narodowej za zajęcie I miejsca w kraju w upowszechnianiu czytelnictwa.
maj 1968
Dyrektorem został Stefan Asanowicz.
01.09.1972
Utworzenie Działu Informacyjno–Bibliograficznego.
01.09.1975
Przy Bibliotece powołano Policealne Studium Bibliotekarskie Zaoczne – filię Centrum Ustawicznego Kształcenia Bibliotekarzy w Warszawie.
22.09.1975
Decyzją Wojewody zatwierdzono Statut Wojewódzkiej Biblioteki Publicznej. Na skutek reformy administracyjnej uległ zmianie zakres nadzoru terytorialnego nad bibliotekami w województwie białostockim.
10.10.1975
Otwarto Czytelnię Prasy oferującą 26 miejsc dla czytelników.
01.06.1978
Wypożyczalnia dla dorosłych rozpoczęła pracę w nowym lokalu przy ul. J. Kilińskiego 11. Wprowadzono wolny dostęp do półek.
01.09.1978
Dyrektorem został Zbigniew Dąbrowski.
07.05.1979
W 35-lecie powstania biblioteki publicznej na Białostocczyźnie odbyła się sesja popularnonaukowa. Organizatorami byli: WBP i Zarząd Okręgu SBP w Białymstoku.
15.10.1979
Dyrektorem została Walentyna Siniakowicz.
15.10.1979
Uruchomienie Bibliobusu – biblioteki objazdowej, docierającej do odległych okolic Białegostoku.
05.11.1984
Utworzenie Oddziału Zbiorów Specjalnych, który na szerszą skalę zaczął udostępniać od lat gromadzone zbiory (nagrania muzyczne, tzw. książkę mówioną, dokumenty życia społecznego).
23.10.1986
Uroczyście nadano Wojewódzkiej Bibliotece Publicznej imię Łukasza Górnickiego.
05.03.1987
WBP współorganizatorem I Ogólnopolskiego Triennale Książki Krajoznawczo-Turystycznej.
01.01.1989
Uruchomiono program komputerowy „Wypożyczalnia”. Tradycyjne kieszonki zastąpiono komputerową rejestracją wypożyczeń. Rok później wdrożono program komputerowy „Katalog”.
01.09.1991
Otwarcie Filii nr 9 z nowoczesnym oddziałem dla dzieci, w dzielnicy „Dziesięciny II”.
01.01.1994
Powołanie Działu Komputeryzacji – wdrażającego, nadzorującego i koordynującego komputeryzacji procesów bibliotecznych.
27.03.1997
Na podstawie Ustawy o obowiązkowych egzemplarzach bibliotecznych z dn. 7 listopada 1996 r. Książnica Podlaska uzyskała prawo do ogólnopolskiego egzemplarza obowiązkowego.
01.04.1998
Dyrektorem został Jan Leończuk.
01.01.1999
Na podstawie Ustawy z dn. 5 czerwca 1998 r. o samorządzie województwa Książnica Podlaska została wojewódzką samorządową instytucją kultury. Jest wpisana do rejestru instytucji kultury pod nr 7. Siedzibą Książnicy jest miasto Białystok, a terenem działania obszar województwa podlaskiego.
15.12.1999
Podpisano Porozumienie między Województwem Podlaskim a Miastem Białystok w Sprawie Powierzenia Wykonywania Zadań Powiatowej Biblioteki Publicznej. Na mocy porozumienia miasto Białystok partycypuje w kosztach utrzymania filii bibliotecznych. Porozumienie jest corocznie aneksowane.
07.03.2000
Uchwałą nr 76/329/2000 Zarządu Województwa Podlaskiego z dn. 7 marca 2000 r. Wojewódzka Biblioteka Publiczna im. Łukasza Górnickiego zmieniła nazwę na Książnica Podlaska im. Łukasza Górnickiego.
31.12.2000
Ukazał się pierwszy numer Bibliotekarza Podlaskiego pod red. nauk. prof. Anny Sitarskiej i red. Jana Leończuka.
01.04.2001
Na mocy Porozumienia zawartego dn. 7 marca 2001 r. pomiędzy Zarządem Powiatu Białostockiego a Zarządem Województwa Podlaskiego powołano w Książnicy Podlaskiej Bibliotekę Publiczną Powiatu Białostockiego.
13.01.2004
Książnica przystąpiła do Konsorcjum Bibliotek Naukowych m. Białegostoku.
15.03.2007
Biblioteka podpisała porozumienie o realizacji projektu Podlaska Biblioteka Cyfrowa. Pozostałymi partnerami projektu były: Uniwersytet w Białymstoku (koordynator na lata 2007–2011), Archidiecezjalne Wyższe Seminarium Duchowne, Archiwum Państwowe, Politechnika Białostocka, Uniwersytet Medyczny, Uniwersytet Muzyczny Fryderyka Chopina – Wydział Instrumentalno-Pedagogiczny w Białymstoku.
31.12.2008
Ukazał się pierwszy numer czasopisma Głos Bibliotek Publicznych Województwa Podlaskiego. Biuletyn Informacyjno-Metodyczny.
13.11.2009
Podpisano list intencyjny o współpracy między Książnicą Podlaską i Biblioteką Akademii Nauk Litwy w Wilnie.
03.03.2010
Książnica zorganizowała Repetytorium bibliologiczne. Gościem spotkania był dyrektor Biblioteki Narodowej dr Tomasz Makowski.
12.05.2010
Liczba filii bibliotecznych zwiększyła się do 16. W Centrum Esperanto przy ul. Warszawskiej 19 uroczyście otwarto Filię Esperanto-Libraro, w której zgromadzono publikacje w języku esperanto oraz dokumenty związane z Ludwikiem Zamenhofem i ruchem esperanckim.
12.01.2011
Książnica Podlaska i Biblioteka Akademii Nauk Litwy im. Wróblewskich w Wilnie podpisały umowę o współpracy w sprawie wymiany wydawnictw.
30.12.2011
W ramach projektu E-Książnica Podlaska powstaje Pracownia Digitalizacji. Projekt został sfinansowany ze środków MKiDN w ramach Wieloletniego Programu Rządowego Kultura + Priorytet Digitalizacja z udziałem środków z budżetu województwa podlaskiego oraz środków własnych Książnicy Podlaskiej.
26.04.2012
Wchodzi w życie Rozporządzenie MKiDN z dnia 2 kwietnia 2012 roku w sprawie sposobu i trybu zaliczania bibliotek do niektórych bibliotek naukowych oraz ustalenia ich wykazu. Książnica Podlaska została zaliczona do bibliotek naukowych.
25.05.2012
Książnica Podlaska i Obwodowa Biblioteka Naukowa im. Karskiego w Grodnie podpisały porozumienie o współpracy.

## Filie biblioteczne
- Nr 1 – ul. Dobra 12
- Nr 2 – ul. Kozłowa 4
- Nr 3 – ul. Ciepła 15
- Nr 4 – ul. Komisji Edukacji Narodowej 36 lok. 4
- Nr 5 – ul. Pułaskiego 96 Nowomiejska Filia nr 5 Książnicy Podlaskiej
- Nr 6 – ul. Piastowska 11A
- Nr 7 – ul. Zielonogórska 2
- Nr 8 – ul. Witosa 34
- Nr 9 – ul. Gajowa 73

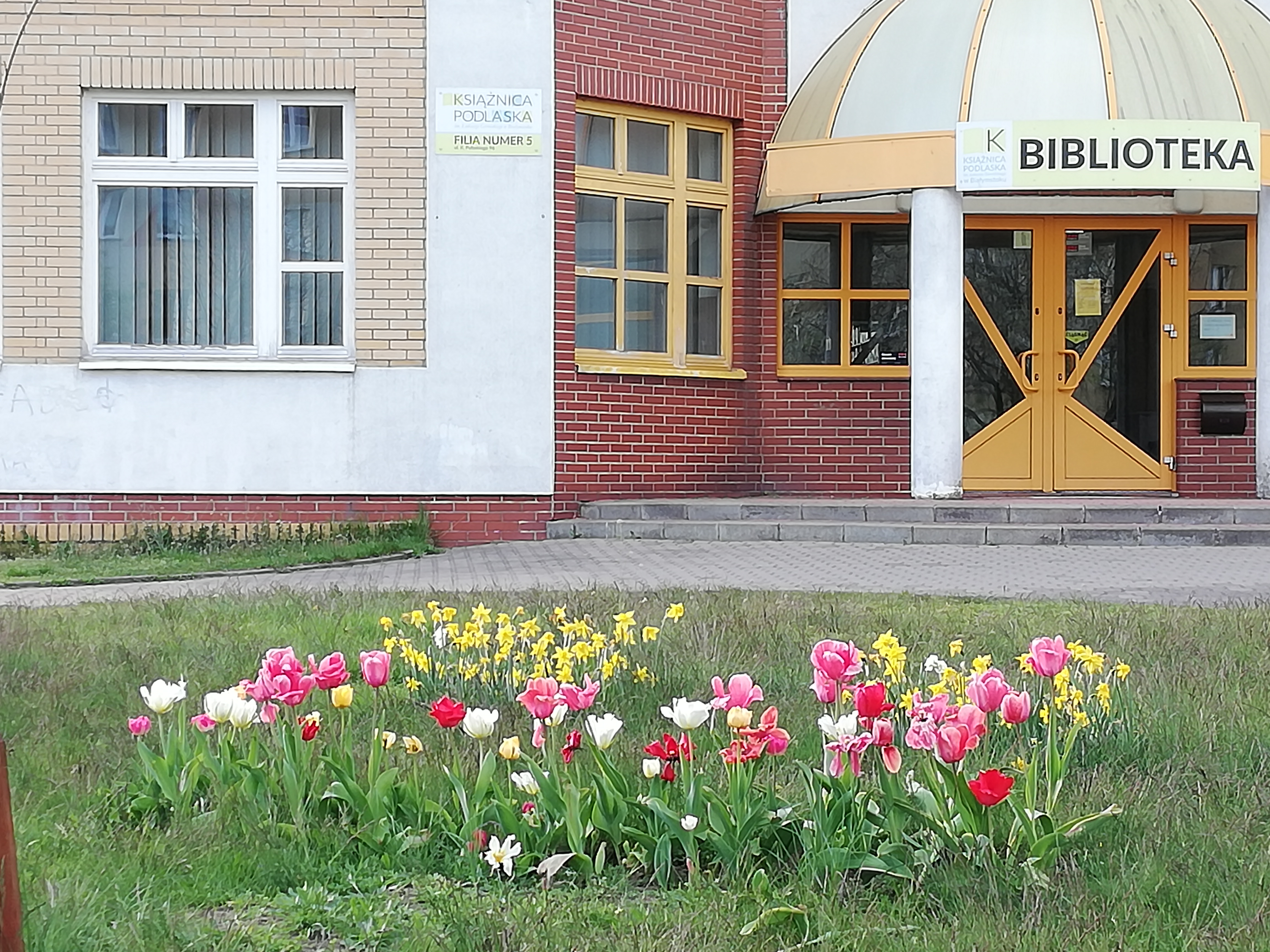
Nowomiejska Filia nr 5 Książnicy Podlaskiej

- Nr 10 – ul. 42 Pułku Piechoty 72K, lok. U3
- Nr 11 – ul. Żurawia 12
- Nr 12 – ul. Dojlidy Górne 48
- Nr 13 – ul. Broniewskiego 4
- Nr 14 Esperanto-Libraro – ul. Warszawska 19
- Nr 15 – ul. M. Skłodowskiej–Curie 14B
- Nr 17 – ul. Dziesięciny 41B

Źródło: Filie biblioteczne